# Matt Cronshaw
Mathew “Matt” Cronshaw, né le 30 septembre 1988 à Carnforth, est un coureur cycliste britannique.

## Palmarès
- 2006
  - 2e étape du Tour du Pays de Galles juniors
- 2009
  - 5e étape du Tour of the North
  - Shay Elliott Memorial Race
  - 4e étape du Tour de Beauce
  - Tour of Blackpool GP
- 2010
  - 3e étape du Tour of the North
  - 3e de la Shay Elliott Memorial Race
- 2011
  - 1re étape du The Tour Doon Hame
  - Mike Binks Memorial
  - 2e du The Tour Doon Hame
- 2012
  - Festival of Cycling
  - 2e du Lake Taupo Cycle Challenge
  - 3e du championnat de Grande-Bretagne du critérium
- 2013
  - Jef Schils Memorial
  - 5e étape du Tour de Southland
- 2014
  - Jef Schils Memorial
- 2015
  - Leicester Castle Classic
  - 2e du Colne Grand Prix
- 2016
  - John Walker Memorial
  - 3e du Colne Grand Prix

## Classements mondiaux
| Année           | 2010   | 2011 | 2012   |
| --------------- | ------ | ---- | ------ |
| UCI Europe Tour | 1 064e |      | 1 141e |